# La Schola
La Schola, en italien isola La Scuola, est une île italienne dans le canal de Sicile, appartenant administrativement à Marsala.

## Description
Elle fait partie de la réserve naturelle régionale des îles de Stagnone di Marsala et s'étend sur 84 m de longueur pour une largeur de 54 m. 

## Histoire
Elle tient son nom d'une école qui y était établie à l'époque romaine. 
Il demeure sur l'île trois ruines de bâtiments datant des années 1930

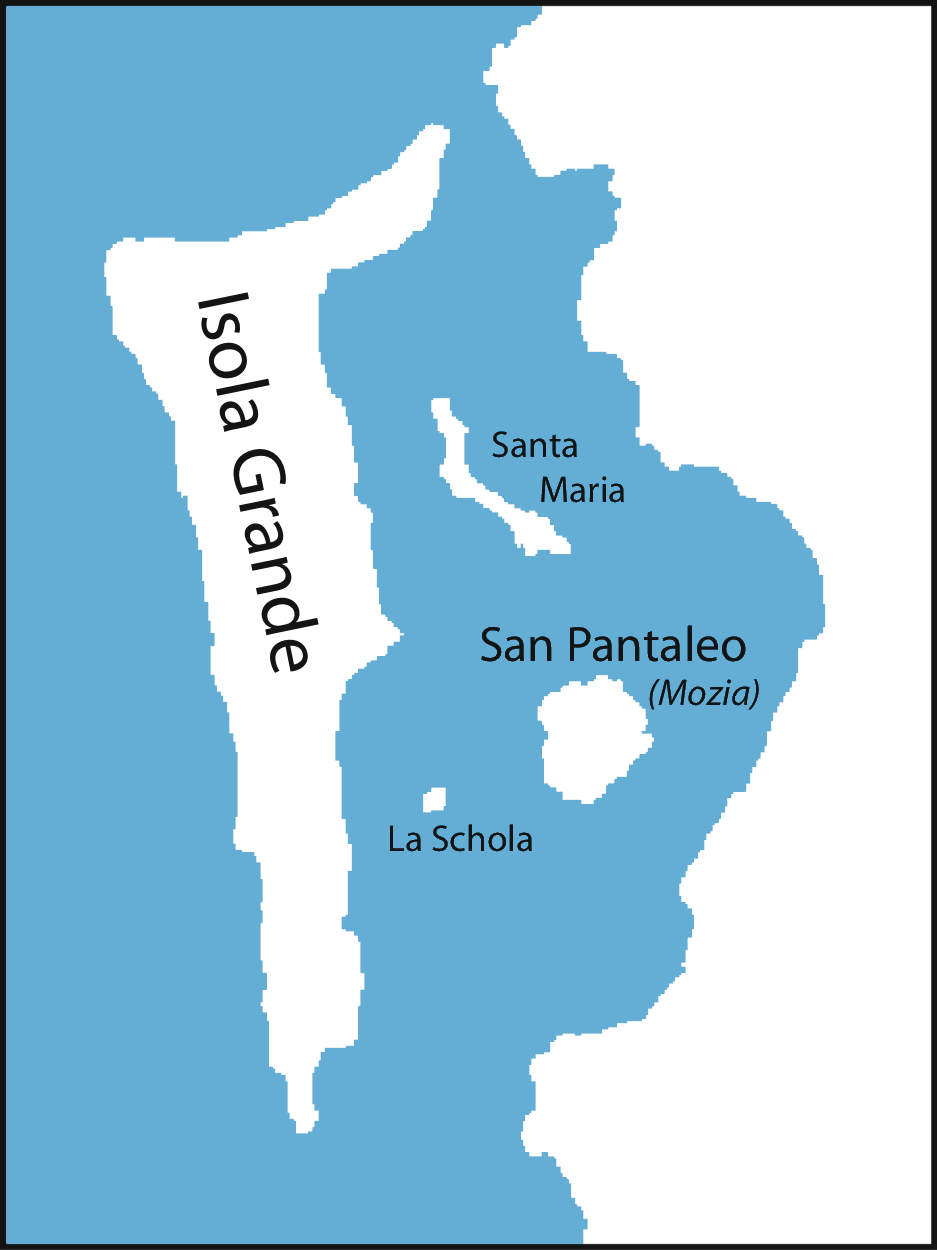
Localisation